# Saljut 7 EO-3
Saljut 7 EO-3 war die Bezeichnung für den dritten Langzeitaufenthalt an Bord der sowjetischen Raumstation Saljut 7. Die beiden Kosmonauten starteten mit Sojus T-10 und kehrten mit Sojus T-11 zur Erde zurück.

## Besatzung

### Hauptmannschaft
- Leonid Denissowitsch Kisim, Kommandant
- Wladimir Alexejewitsch Solowjow, Bordingenieur
- Oleg Jurjewitsch Atkow, Forschungskosmonaut (Arzt)

Kisim und Solowjow waren zuvor Ersatzmannschaft für Sojus T-6, Atkow hatte noch keine vorige Zuweisung zu einer Mannschaft. Die Sowjetunion plante, dass bei jeder Langzeitmission ein Arzt teilnehmen sollte, der die Kosmonauten ständig medizinisch überwachen sollte. Er sollte die Befugnis haben, die Mission abzubrechen, falls sich der Gesundheitszustand verschlechtern sollte.

### Ersatzmannschaft
- Wladimir Wladimirowitsch Wasjutin, Kommandant
- Wiktor Petrowitsch Sawinych, Bordingenieur
- Waleri Wladimirowitsch Poljakow, Forschungskosmonaut (Arzt)

## Situation
Die Raumstation Saljut 7 befand sich seit April 1982 im All und hatte zwei Langzeitmissionen und zwei Besuchsmannschaften beherbergt. Die zweite Langzeitbesatzung Saljut 7 EO-2 hatte die Station im November 1983 unbemannt zurücklassen müssen, nachdem die Trägerrakete für das Raumschiff Sojus T-10-1 auf der Startrampe explodiert war und somit kein Raumschiff für eine Verlängerung oder Ablösung bereit war. Ein ungelöstes Problem waren zwei Treibstofftanks, die seit einem Leitungsdefekt im September 1983 nicht mehr benutzt werden konnten. Eine der wichtigsten Aufgaben der Kosmonauten war es, diesen Schaden zu beheben.

## Missionsverlauf

### Start und Kopplung
Der Start erfolgte am 8. Februar 1984 mit dem Raumschiff Sojus T-10. Die Kopplung mit der Raumstation erfolgte am Folgetag. Sie wurde kurzzeitig verzögert, weil Kisim die Markierungen im gleißenden Sonnenlicht nicht erkennen konnte. Die Kosmonauten stiegen mit Taschenlampen in die dunkle, unbemannte Raumstation um. Es dauerte etwa eine Woche, bis alle Systeme voll funktionsfähig waren.
Am 23. Februar 1984 koppelte der Raumtransporter Progress 19 an und blieb bis zum 31. März mit der Raumstation verbunden. Er transportierte etwa zwei Tonnen Treibstoff, Lebensmittel und Ausrüstung.

### Austausch des Raumschiffs
Am 4. April 1984 koppelte das Raumschiff Sojus T-11 an die Raumstation an. An Bord waren Kommandant Juri Malyschew, Bordingenieur Gennadi Strekalow, sowie der erste indische Kosmonaut Rakesh Sharma. Eine Woche lebte und arbeitete man zu fünft auf der Raumstation, dann bestiegen die Besucher am 11. April das Raumschiff Sojus T-10 und kehrten zur Erde zurück. Sojus T-11 blieb als neues Raumfahrzeug bei der Langzeitbesatzung.

### Reparatur der Treibstoffleitung
Am 13. April wurde Sojus T-11 an den vorderen Kopplungsstutzen umgesetzt, damit der hintere für den Raumfrachter Progress 20 freigemacht würde, der am 17. April ankoppelte und bis zum 6. Mai mit der Raumstation verbunden blieb.
Progress 20 hatte eine Erweiterung am Orbitalmodul, die ferngesteuert ausgefahren und verriegelt werden konnte. Damit konnte sich einer der Kosmonauten einen besseren Stand bei Außenarbeiten verschaffen. Außerdem wurde mit diesem Flug eine Leiter angeliefert, die an die Form der Raumstation angepasst war, damit die Kosmonauten die Reparaturstelle überhaupt erreichen konnten. Weiterhin erhielten die Kosmonauten mit dieser Lieferung zusätzliche Spezialwerkzeuge.
Die erste Phase der Reparatur umfasste vier Ausstiege, bei denen jeweils Kisim und Solowjow ausstiegen, während Atkow von innen assistierte. Der erste Ausstieg von vier Stunden erfolgte am 23. April und bestand aus Vorbereitungsarbeiten. Beim zweiten Ausstieg am 26. April legte Kisim die defekte Leitung frei. Dazu musste er die Isolationsschicht an der Außenhülle der Raumstation teilweise entfernen. Solowjow assistierte ihm dabei. Nachdem ein Ventil ersetzt worden war, setzte Atkow von innen die Leitung mit Stickstoff unter Druck. Es stellte sich heraus, dass das Austauschen des Ventils nicht ausreichte, sondern dass ein Stück Treibstoffleitung ersetzt werden musste. Dies konnte nicht am selben Tag geschehen, aber Kisim und Solowjow verrichteten noch so viel Vorbereitungen wie möglich, bevor sie nach fünf Stunden wieder in die Saljut zurückkehrten. Am 29. April legten Kisim um Solowjow bei einem dritten Ausstieg eine neue Treibstoffleitung, um das defekte Teilstück zu umgehen. Dieser Ausstieg dauerte knapp drei Stunden. Eine weitere Ersatzleitung wurde beim vierten Ausstieg am 3. Mai (4. Mai nach Moskauer Zeit) gelegt. Anschließend musste die Isolation der Außenhülle wieder angebracht werden. Die Reparatur war damit nur vorläufig abgeschlossen. Um die ursprüngliche Treibstoffleitung komplett abzutrennen, fehlten den Kosmonauten die Werkzeuge.
Progress 20 koppelte am 6. Mai ab und verglühte planmäßig in der Erdatmosphäre.

### Installation der Solarzellen
Der nächste Frachter, Progress 21, koppelte bereits am 10. Mai an. An Bord war außer der üblichen Ladung von Ausrüstung und Treibstoff auch ein Galliumarsenid-Solarmodul von neun Quadratmetern Fläche, ähnlich dem, das die Vorgängermannschaft installiert hatte.
Kisim und Solowjow installierten das Solarmodul am 18. Mai bei ihrem fünften Ausstieg. Nachdem die erste Hälfte montiert war, bewegte Atkow von innen die Struktur um eine halbe Drehung, so dass Kisim und Solowjow die zweite Hälfte installieren konnten, ohne sich oder die Werkzeuge aufwendig bewegen zu müssen. Ein Stück der bisherigen Solarzellen wurde entfernt und sollte zur Erde zurückgebracht werden, um den Einfluss des Weltraums auf die Struktur zu untersuchen. Dieser Ausstieg dauerte über drei Stunden.
Progress 21 koppelte am 26. Mai ab und verglühte planmäßig in der Erdatmosphäre. Bereits am 30. Mai wurde der freie Platz von Progress 22 eingenommen.
Als Progress 22 am 15. Juli abkoppelte, wurde der Frachter nur mit Federkraft von der Raumstation abgestoßen. Bisher waren dafür die Triebwerke kurz gezündet worden, doch inzwischen war man der Meinung, dass es den Solarzellen schaden könne, wenn sie von den Abgasen getroffen würden.

### Besuch von Sojus T-12
Am 18. Juli koppelte wieder ein bemanntes Raumschiff an Saljut 7 an. Dabei wurden während der Annäherungsphase erstmals Daten des Sojus-Raumschiffs nicht nur an die Bodenstation, sondern auch an die Raumstation übermittelt.
An Bord von Sojus T-12 waren Kommandant Wladimir Dschanibekow, Bordingenieurin Swetlana Sawizkaja und Forschungskosmonaut Igor Wolk. Damit war die Besatzungsstärke an Bord von Saljut 7 wieder auf sechs gestiegen, was beengte Raumverhältnisse mit sich brachte.
Dschanibekow und Sawizkaja führten am 25. Juli einen Weltraumausstieg durch, um neue Werkzeuge und Verfahren zu testen. Dabei wurde vor allem ein Multifunktionsgerät zur Materialbearbeitung im Vakuum verwendet, mit dem man schneiden, schweißen und beschichten konnte. Dies war der erste Weltraumausstieg einer Frau. Die USA zogen drei Monate später nach, als Kathy Sullivan bei der Mission STS-41-G das Space Shuttle verließ.
Am 29. Juli bestiegen die drei Besucher wieder ihr Raumschiff Sojus T-12 und kehrten zur Erde zurück.

### Weitere Reparatur
Die Mannschaft von Sojus T-12 hatte weitere Werkzeuge angeliefert, so dass Kisim und Solowjow am 8. August 1984 die Reparatur der Treibstoffleitung mit einem sechsten und letzten Weltraumausstieg abschließen wollten. Mit einer pneumatischen Handpresse quetschten sie die beiden Enden der defekten Leitung, um sie komplett zu verschließen. Außerdem schnitten sie ein Stück eines älteren Solarmoduls ab, um es auf der Erde untersuchen zu lassen. Dort sollte analysiert werden, wie UV-Bestrahlung, Staubablagerungen und Mikrometeoriten die Oberfläche im Lauf der Zeit beeinflusst hatten. Kisim und Solowjew verwendeten hierzu ein Werkzeug, das ein Stück abtrennte, ohne dass dies mit den Raumanzügen der Kosmonauten in Berührung kam.
Am 16. August koppelte der Frachter Progress 23 an. Unter anderem hatte er die zwei Röntgenteleskope Siren aus Frankreich und RS-17 aus der Sowjetunion geladen. Als der Progress-Frachter am 26. August abkoppelte und den hinteren Kopplungsstutzen freigab, konnten die Teleskope durch die geöffnete Luke ferngesteuert verwendet werden.

### Rückkehr
Zusätzlich zu den täglichen Sporteinheiten (fünf Kilometer auf dem Laufband und zehn Kilometer auf dem Ergometer-Rad) begannen die Kosmonauten am 27. September, ihren Körper mit dem Chibis-Druckanzug auf die Rückkehr zur Erde vorzubereiten. Ab dem 29. September wurde Sojus T-11 mit allem beladen, was zur Erde zurückgebracht werden sollte. Kisim, Solowjow und Atkow bestiegen das Raumschiff am 2. Oktober und kehrten zur Erde zurück. Beim Wiedereintritt mussten die Kosmonauten einen höheren Andruck ertragen als üblich.

## Bedeutung für das Saljut-Programm
Die drei Kosmonauten Kisim, Solowjow und Atkow hatten mit knapp 237 Tagen im Weltraum den bisherigen Langzeitrekord der ersten Saljut-7-Mannschaft Saljut 7 EO-1 von 211 Tagen bei weitem übertroffen. Dennoch waren sie in einem guten gesundheitlichen Zustand. Die wissenschaftliche Ausbeute war ebenfalls zufriedenstellend. Die drei Kosmonauten hatten 100 verschiedene Experimente durchgeführt, darunter 30 medizinische. Die Mission hatte auch bewiesen, dass mit dem richtigen Werkzeug auch größere mechanische Reparaturen im All durchgeführt werden konnten, die die Lebensdauer einer Raumstation verlängern konnten.
Saljut 7 blieb vorerst unbemannt und wurde von der Bodenstation ferngesteuert. Im Februar 1985 fiel der Funkkontakt jedoch vollständig aus, so dass die nächste Besatzung Saljut 7 EO-4 an eine völlig funktionslose Raumstation ankoppeln musste.